# Onevatha alsusalis
Onevatha alsusalis är en fjärilsart som beskrevs av Walker 1858. Onevatha alsusalis ingår i släktet Onevatha och familjen nattflyn. Inga underarter finns listade i Catalogue of Life.